# Voltampère réactif

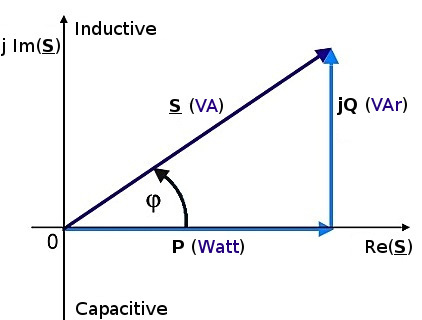
Diagramme complexe de la puissance en régime alternatif :
Puissance réelle : P, en watts (W)
Puissance réactive : Q, en voltampères réactifs (var)
Puissance complexe : S, en voltampères (VA)
Puissance apparente : abs(S), en voltampères (VA)

Le voltampère réactif (abrégé en var) est une unité de mesure de la puissance électrique réactive proposée par l'ingénieur roumain Constantin Budeanu.  Elle est homogène au watt (W) de la puissance active et au voltampère (VA) de la puissance apparente.
La brochure du BIPM précise en marge du chapitre 2.3.4 Unités dérivées : « La Commission électrotechnique internationale (IEC) a introduit le var (symbole : var) comme symbole spécial pour l'unité de puissance réactive. Exprimé en unités SI cohérentes, le var est identique au volt ampère ».